# 法師 (旅館)
法師（ほうし）は、石川県小松市粟津温泉にある旅館。718年創業。

## 概要
粟津温泉の開湯と同時に白山開祖の泰澄の命によって湯治場として718年（養老2年）に開業し、「法師」の名を戴いた。現在は株式会社善吾楼が運営する。2017年現在の当主は、46代目。なお、法師と同時期に創業した旅館として慶雲館（山梨県西山温泉、705年）や千年の湯 古まん（兵庫県城崎温泉、717年）が知られている。『ギネス世界記録』に「世界で最も歴史のある旅館」として登録されたが、2011年2月にその座を、前述した開湯705年（慶雲2年）の慶雲館に奪われた。
1987年に加盟したエノキアン協会で加盟の企業内で最古の歴史を有している。
2016年11月29日に、玄関棟ならびに延命閣（宿泊棟）が登録有形文化財（いずれも建造物）として登録を受けた。
2017年5月に経営難から有限会社善吾楼から会社分割によって株式会社善吾楼へ事業譲渡行った。
2020年1月28日元運営法人の株式会社ゼット（旧有限会社善吾楼）が特別清算開始命令を受ける。